# Parafia Wniebowzięcia Najświętszej Maryi Panny w Wągrowcu
Parafia Wniebowzięcia Najświętszej Maryi Panny w Wągrowcu – jedna z 9 parafii leżącą w granicach dekanatu wągrowieckiego. Erygowana w 1838 po kasacie zakonu cystersów. Kościół parafialny pocysterski został zbudowany w 2 połowie XVIII wieku w stylu późnobarokowym, spalony w 1945 przez Niemców, odbudowany latach 1946-1962. Kościół wraz z klasztorem mieści się przy ul. Klasztornej.
W komunikacie, odczytanym 25 sierpnia 2013 roku w parafiach dekanatatu wągrowieckiego, abp Józef Kowalczyk poinformował o przekazaniu parafii i opactwa pod zarząd zakonu paulinów z dniem 1 września 2013 roku.
Księgi metrykalne ochrzczonych, małżeństw oraz zmarłych prowadzone są od 1945 roku.